# Molophilus subalpicola
Molophilus subalpicola là một loài ruồi trong họ Limoniidae. Chúng phân bố ở miền Australasia.